# Torneo de Estrasburgo
El Torneo de Estrasburgo (oficialmente Internationaux de Strasbourg) es un torneo de tenis de la WTA que se lleva a cabo en Estrasburgo, Francia. Realizado desde 1987, este evento está clasificado como WTA 250 y se juega en canchas de tierra batida al aire libre.
Las jugadoras que más veces han ganado el título son la italiana Silvia Farina Elia y la española Anabel Medina, con 3 trofeos cada una.

## Campeonas

### Individual
| Año  | Campeona                 | Finalista            | Resultado              |
| ---- | ------------------------ | -------------------- | ---------------------- |
| 1987 | Carling Basset           | Sandra Cecchini      | 6-3, 6-4               |
| 1988 | Sandra Cecchini          | Judith Wiesner       | 6-3, 6-0               |
| 1989 | Jana Novotná             | Patricia Tarabini    | 6-1, 6-2               |
| 1990 | Mercedes Paz             | Ann Wunderlich       | 6-2, 6-3               |
| 1991 | Radka Zrubaková          | Rachel McQuillan     | 7-6, 7-6               |
| 1992 | Judith Wiesner           | Naoko Sawamatsu      | 6-1, 6-3               |
| 1993 | Naoko Sawamatsu          | Judith Wiesner       | 4-6, 6-1, 6-3          |
| 1994 | Mary Joe Fernández       | Gabriela Sabatini    | 2-6, 6-4, 6-0          |
| 1995 | Lindsay Davenport        | Kimiko Date          | 3-6, 6-1, 6-2          |
| 1996 | Lindsay Davenport        | Barbara Paulus       | 6-3, 7-6               |
| 1997 | Steffi Graf              | Mirjana Lučić        | 6-2, 7-5               |
| 1998 | Irina Spîrlea            | Julie Halard-Decugis | 7-6(5), 6-3            |
| 1999 | Jennifer Capriati        | Elena Likhovtseva    | 6-1, 6-3               |
| 2000 | Silvija Talaja           | Rita Kuti-Kis        | 7-5, 4-6, 6-3          |
| 2001 | Silvia Farina Elia       | Anke Huber           | 7-5, 0-6, 6-4          |
| 2002 | Silvia Farina Elia       | Jelena Dokić         | 6-4, 3-6, 6-3          |
| 2003 | Silvia Farina Elia       | Karolina Sprem       | 6-3, 4-6, 6-4          |
| 2004 | Claudine Schaul          | Lindsay Davenport    | 2-6, 6-0, 6-3          |
| 2005 | Anabel Medina            | Marta Domachowska    | 6-4, 6-3               |
| 2006 | Nicole Vaidišová         | Shuai Peng           | 7-6(7), 6-3            |
| 2007 | Anabel Medina            | Amélie Mauresmo      | 6-4, 4-6, 6-4          |
| 2008 | Anabel Medina            | Katarina Srebotnik   | 4-6, 7-6(4), 6-0       |
| 2009 | Aravane Rezai            | Lucie Hradecká       | 7-6(2), 6-1            |
| 2010 | María Sharápova          | Kristina Barrois     | 7-5, 6-1               |
| 2011 | Andrea Petković          | Marion Bartoli       | 6-4, 1-0, ret.         |
| 2012 | Francesca Schiavone      | Alizé Cornet         | 6-4, 6-4               |
| 2013 | Alizé Cornet             | Lucie Hradecká       | 7-6(4), 6-0            |
| 2014 | Mónica Puig              | Silvia Soler         | 6-4, 6-3               |
| 2015 | Samantha Stosur          | Kristina Mladenovic  | 3-6, 6-2, 6-3          |
| 2016 | Caroline Garcia          | Mirjana Lučić-Baroni | 6-4, 6-1               |
| 2017 | Samantha Stosur          | Daria Gavrilova      | 5-7, 6-4, 6-3          |
| 2018 | Anastasia Pavlyuchenkova | Dominika Cibulková   | 6-7(5), 7-6(3), 7-6(6) |
| 2019 | Dayana Yastremska        | Caroline Garcia      | 6-4, 5-7, 7-6(3)       |
| 2020 | Elina Svitólina          | Elena Rybakina       | 6-4, 1-6, 6-2          |
| 2021 | Barbora Krejčíková       | Sorana Cîrstea       | 6-3, 6-3               |
| 2022 | Angelique Kerber         | Kaja Juvan           | 7-6(5), 6-7(0), 7-6(5) |
| 2023 | Elina Svitólina          | Anna Blinkova        | 6-2, 6-3               |

### Dobles
| Año  | Campeonas                             | Finalistas                                     | Resultado           |
| ---- | ------------------------------------- | ---------------------------------------------- | ------------------- |
| 1987 | Jana Novotná Catherine Suire          | Kathleen Horvath Marcella Mesker               | 6-0, 6-2            |
| 1988 | Manon Bollegraf Nicole Provis         | Jenny Byrne Janine Thompson                    | 7-5, 6-7(11), 6-3   |
| 1989 | Mercedes Paz Judith Pölzl Wiesner     | Lise Gregory Gretchen Rush Magers              | 6-3, 6-3            |
| 1990 | Nicole Provis Elna Reinach            | Kathy Jordan Elizabeth Sayers Smylie           | 6-1, 6-4            |
| 1991 | Lori McNeil Stephanie Rehe            | Manon Bollegraf Mercedes Paz                   | 6-7(2), 6-4, 6-4    |
| 1992 | Patty Fendick Andrea Strnadová        | Lori McNeil Mercedes Paz                       | 6-3, 6-4            |
| 1993 | Shaun Stafford Andrea Temesvári       | Jill Hetherington Kathy Rinaldi                | 6-7(5), 6-3, 6-4    |
| 1994 | Lori McNeil Rennae Stubbs             | Patricia Tarabini Caroline Vis                 | 6-3, 3-6, 6-2       |
| 1995 | Lindsay Davenport Mary Joe Fernández  | Sabine Appelmans Miriam Oremans                | 6-2, 6-3            |
| 1996 | Yayuk Basuki Nicole Provis Bradtke    | Marianne Werdel Witmeyer Tami Whitlinger Jones | 5-7, 6-4, 6-4       |
| 1997 | Helena Suková Natasha Zvereva         | Elena Likhovtseva Ai Sugiyama                  | 6-1, 6-1            |
| 1998 | Alexandra Fusai Nathalie Tauziat      | Yayuk Basuki Caroline Vis                      | 6-4, 6-3            |
| 1999 | Elena Likhovtseva Ai Sugiyama         | Alexandra Fusai Nathalie Tauziat               | 2-6, 7-6(6), 6-1    |
| 2000 | Sonya Jeyaseelan Florencia Labat      | Kim Grant María Vento                          | 6-4, 6-3            |
| 2001 | Silvia Farina Elia Iroda Tulyaganova  | Amanda Coetzer Lori McNeil                     | 6-1, 7-6(0)         |
| 2002 | Jennifer Hopkins Jelena Kostanić      | Caroline Dhenin Maja Matevžič                  | 0-6, 6-4, 6-4       |
| 2003 | Sonya Jeyaseelan Maja Matevžič        | Laura Granville Jelena Kostanić                | 6-4, 6-4            |
| 2004 | Lisa McShea Milagros Sequera          | Tina Križan Katarina Srebotnik                 | 6-4, 6-1            |
| 2005 | Rosa María Andrés Andreea Ehritt-Vanc | Marta Domachowska Marlene Weingärtner          | 6-3, 6-1            |
| 2006 | Liezel Huber Martina Navrátilová      | Martina Müller Andreea Vanc                    | 6-2, 7-6(1)         |
| 2007 | Yan Zi Jie Zheng                      | Alicia Molik Sun Tiantian                      | 6-3, 6-4            |
| 2008 | Tatiana Perebiynis Yan Zi             | Yung-Jan Chan Chia-Jung Chuang                 | 6-4, 6-7(3), [10-6] |
| 2009 | Nathalie Dechy Mara Santangelo        | Claire Feuerstein Stéphanie Foretz             | 6-0, 6-1            |
| 2010 | Alizé Cornet Vania King               | Alla Kudryavtseva Anastasia Rodionova          | 3–6, 6–4, [10–7]    |
| 2011 | Akgul Amanmuradova Chia-Jung Chuang   | Natalie Grandin Vladimíra Uhlířová             | 6–4, 5–7, [10–2]    |
| 2012 | Olga Govortsova Klaudia Jans-Ignacik  | Natalie Grandin Vladimíra Uhlířová             | 6–7(4), 6–3, [10–3] |
| 2013 | Kimiko Date-Krumm Chanelle Scheepers  | Cara Black Marina Erakovic                     | 6–4, 3–6, [14–12]   |
| 2014 | Ashleigh Barty Casey Dellacqua        | Tatiana Búa Daniela Seguel                     | 4-6, 7-5, [10-4]    |
| 2015 | Chia-Jung Chuang Chen Liang           | Nadiia Kichenok Saisai Zheng                   | 4-6, 6-4, [12-10]   |
| 2016 | Anabel Medina Arantxa Parra           | María Irigoyen Chen Liang                      | 6-2, 6-0            |
| 2017 | Ashleigh Barty Casey Dellacqua        | Hao-Ching Chan Yung-Jan Chan                   | 6-4, 6-2            |
| 2018 | Mihaela Buzărnescu Ioana Raluca Olaru | Nadiia Kichenok Anastasia Rodionova            | 7-5, 7-5            |
| 2019 | Daria Gavrilova Ellen Perez           | Yingying Duan Xinyun Han                       | 6-4, 6-3            |
| 2020 | Nicole Melichar Demi Schuurs          | Hayley Carter Luisa Stefani                    | 6-4, 6-3            |
| 2021 | Alexa Guarachi Desirae Krawczyk       | Makoto Ninomiya Zhaoxuan Yang                  | 6-2, 6-3            |
| 2022 | Daria Gavrilova Nicole Melichar       | Lucie Hradecká Sania Mirza                     | 5-7, 7-5, [10-6]    |
| 2023 | Xu Yifan Zhaoxuan Yang                | Desirae Krawczyk Giuliana Olmos                | 6-3, 6-2            |
| 2024 | Cristina Bucșa Monica Niculescu       | Asia Muhammad Aldila Sutjiadi                  | 3-6, 6-4, [10-6]    |